# Daxia
Daxia es un género de foraminífero bentónico de la familia Mayncinidae, de la superfamilia Nezzazatoidea, del suborden Nezzazatina y del orden Lituolida. Su especie tipo es Daxia cenomana. Su rango cronoestratigráfico abarca desde el Neocomiense (Cretácico inferior) hasta el Cenomaniense (Cretácico superior).

## Discusión
Clasificaciones previas incluían Daxia en la superfamilia Lituoloidea, así como en el suborden Textulariina del orden Textulariida, o en el orden Lituolida sin diferenciar el suborden Nezzazatina.

## Clasificación
Daxia incluye a las siguientes especies:
- Daxia cenomana †
- Daxia minima †
- Daxia orbignyi †